# Sacraboutou Sports de Bondoukou
 (juillet 2025).
Si vous disposez d'ouvrages ou d'articles de référence ou si vous connaissez des sites web de qualité traitant du thème abordé ici, merci de compléter l'article en donnant les références utiles à sa vérifiabilité et en les liant à la section « Notes et références ».
 (juillet 2025).
Le Sacraboutou Sports Bondoukou est un club de football ivoirien basé à Bondoukou. Fondé dans les années 1970, il joue actuellement[Quand ?] en MTN Ligue 3.
Il est présidé depuis [Quand ?] par le footballeur ivoirien Gervinho. Le Sacraboutou possède un centre de formation pour les enfants du plus jeune âge